# 大连财经学院

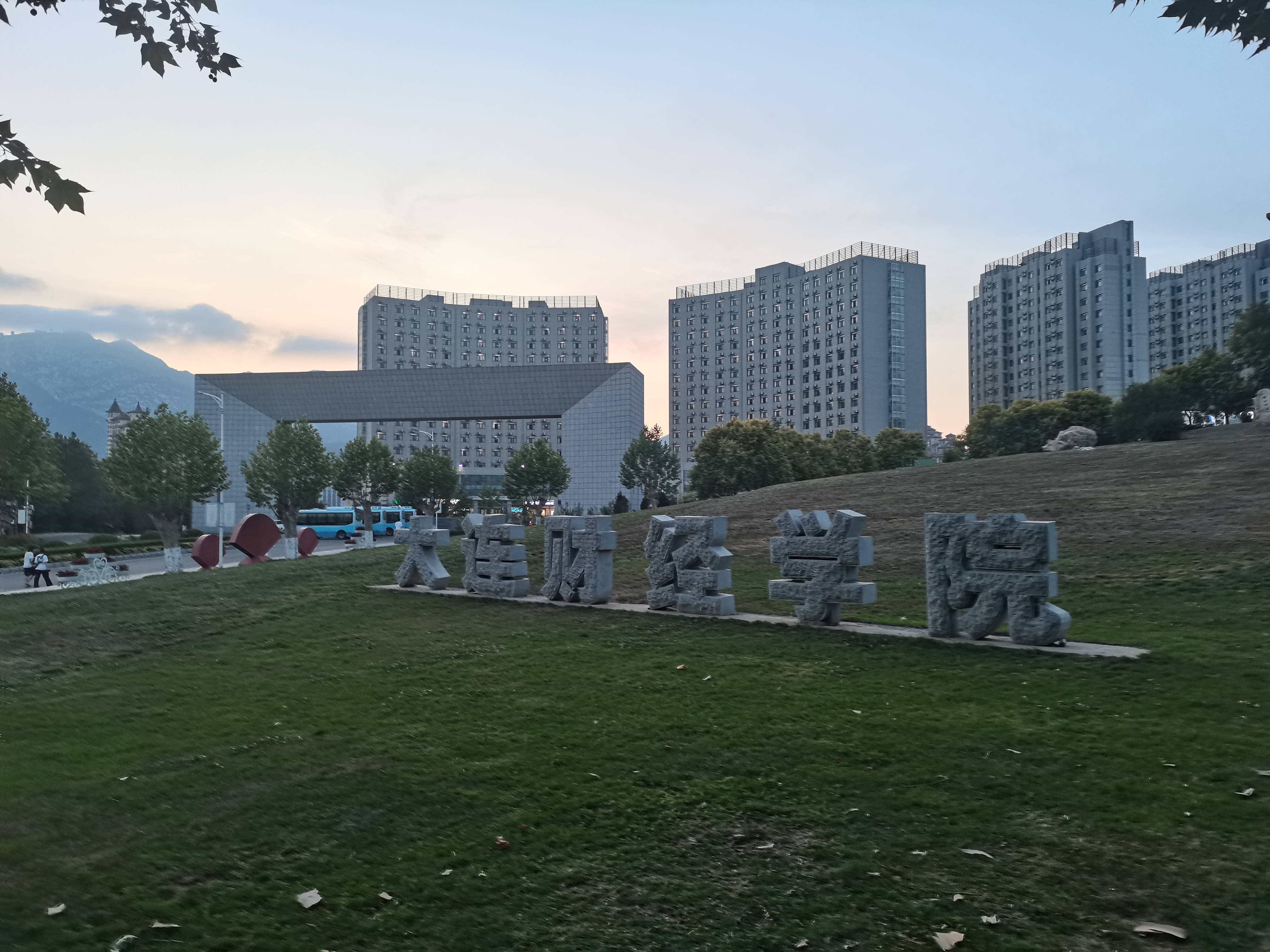
大连财经学院

大连财经学院（英語：Dalian University of Finance and Economics），简称大财，位于辽宁省大连市。学校前身是东北财经大学商学院（东北财经大学津桥校区），2013年经中华人民共和国教育部批准转设成立，由辽宁省教育厅管理。

## 院系
学校现有本科专业33个，其中经济管理类专业占82％。学校设有大数据与人工智能学院、商学院、经济学院、会计学院、管理学院、文法学院、马克思主义学院、公共教学部、体育教学部、创新创业学院、数字化应用学院11个教学单位。